# Erythrogonia sonora
Erythrogonia sonora är en insektsart som beskrevs av Melichar 1926. Erythrogonia sonora ingår i släktet Erythrogonia och familjen dvärgstritar. Inga underarter finns listade i Catalogue of Life.